# Коралес (Њу Мексико)
Коралес (енгл. Corrales) град је у америчкој савезној држави Њу Мексико.

## Демографија
По попису из 2010. године број становника је 8.329, што је 995 (13,6%) становника више него 2000. године.
| Група             | 2000.         | 2010.         |
| Белци             | 5.148 (70,2%) | 5.669 (68,1%) |
| Афроамериканци    | 42 (0,6%)     | 88 (1,1%)     |
| Азијати           | 58 (0,8%)     | 105 (1,3%)    |
| Хиспаноамериканци | 1.874 (25,6%) | 2.252 (27,0%) |
| Укупно            | 7.334         | 8.329         |